# Walid Jumblatt
Walid Jumblatt, líder pragmático de la comunidad drusa del Líbano, nació el 7 de agosto de 1949 en el pueblo de Mokhtara, provincia del Shouf, Líbano. Es hijo del maestro y líder político, Dr. Kamal Fouad Jumblatt (1917 – 1977) más conocido como el Maestro Kamal Jumblatt fallecido en un atentado el 16 de marzo de 1977, que fue miembro del parlamento libanés en varios períodos constitucionales, ministro de varias carteras y de varios gabinetes, fundador y presidente del Partido Socialista Progresista  (PSP), secretario general de la Frente Árabe, por lo que tomó parte en la Revolución Palestina, Presidente del Movimiento Nacional Libanés y su concilio político durante los inicios de la guerra civil libanesa 1975–1990), mientras que la madre del actual líder, Walid Jumblatt, es May Arslan de Jumblatt, una princesa de la casa de los emires Arslán, cuyo padre era el Príncipe (Emir) Shakib Arslan (un prominente político y escritor). 
Actualmente está casado con Noura Charabati, y tuvo sus tres hijos, Taimour, Aslan y Dalia, con su primera esposa, Gervet.

## Su juventud
Desde muy temprana edad, fue un joven rebelde y de fuerte carácter. Su forma de vestir con su tradicional pantalón jeans y su chaqueta de cuero montando en su moto, le hizo ser entrevistado en un ejemplar de Playboy de julio de 1984, pero esto no le impidió realizar sus estudios académicos y universitarios. Estudió en el Colegio Internacional en el Líbano (1969), y posteriormente siguió sus estudios superiores en la Universidad Americana de Beirut, donde obtuvo el grado de Arte en Ciencias Políticas (1973). Luego realizó estudios de Historia en la misma Universidad. Domina y habla a la  perfección el árabe, inglés y francés. La periodista Carmen Llera, todavía esposa de Alberto Moravia, mantuvo un romance recogido posteriormente en una novela.

## Su pasatiempo
Su pasatiempo favorito es preservar la belleza de la naturaleza y el ambiente, la fotografía, Internet y leer. De allí que es presidente de la Fundación de los Cedros del Shouf.

## Como líder político
Desde que falleció su padre el 16 de marzo de 1977 asumió como Jefe del partido Progresista Socialista Libanés el 29 de abril de 1977, al ser electo presidente del mismo. Todo ello ocurre en el apogeo de la cruenta Guerra Civil Libanesa (1975–1990), convirtiéndose en un gran líder durante el desarrollo de la misma. El 12 de junio de 1980 es  elegido presidente del Concilio Político Central del Movimiento Nacional Libanés, que agrupó a los partidos y movimientos más importantes del Líbano, de tendencia socialista y social demócrata. 
En junio de 1982, Israel invade el Líbano, y con él la Montaña Druza, expulsando al líder de la OLP, (Organización para la Liberación de Palestina), Yaser Arafat, junto con miles de sus combatientes. Meses después, en septiembre de ese año, ocurre la matanza de unos 600 refugiados palestinos en los campamentos de Sabra y Chatilla a manos de las Falanges Libanesas aliados de los israelíes, con el conocimiento y consentimiento de Ariel Sharón, que por aquel entonces era ministro de Defensa de Israel.
El 11 de abril de 1983, Walid Jumblat es elegido como vicepresidente de la Internacional socialista, central política que agrupa a todos los partidos social demócratas del mundo, ese mismo año, el 23 de julio de 1983 Walid Jumblat anunció en Baalbeck la conformación del  Frente Nacional Libanés que incluyó ocho partidos y lo dirigió junto con Suleiman Franjieh y Rachid Karami. Este Frente sustituyó al Movimiento Nacional Libanés que años antes había iniciado su padre. Con este Frente se anotó innumerables triunfos durante la Guerra Civil Libanesa.
Para agosto de 1983 Israel comienza a retirarse de Beirut y de la Montaña, para dirigirse al sur del país donde se pertrecha y crea un cinturón de seguridad de mil kilómetros cuadrados, para proteger su frontera norte, no sin antes dejar en su lugar a las fuerzas falangistas y sus aliados, bien armados y pertrechados. Pero el 3 de septiembre de 1983, Jumblat dirigió la Batalla de la Montaña al recuperar de las manos falangistas (Kataeb) y de su aliado, Israel, todo el Shouf, Aley, Bhamdoum, El Maten y parte de Beirut (1983 – 1985). Una vez lograda la gran victoria, el 1 de octubre de 1983 anunció desde el Palacio Nacional de Beiteddine, en el corazón del Shouf, el establecimiento de una administración civil para sostener la continuidad administrativa de las regiones reconquistadas, esparciendo luego sus servicios y la presencia a toda la montaña y aldeas de la conflictiva región del Iklim, la cual también conquistó de las manos falangistas.
Tomó parte en dos conferencias internacionales de diálogo para la paz, con el fin de resolver la crisis Libanesa, la de Ginebra (31 de octubre de 1983) y Lousanne - Francia (12 de marzo de 1984), y tomó parte en reunión de Bekfaya para el mismo propósito. Un mes después, el 20 de abril de 1984, en un gobierno de reconciliación nacional, ocupa dos carteras al ser designado como Ministro de Trabajos Públicos y Ministro del Turismo, en el gabinete nacional dirigió por Rachid Karami. 
El 11 de octubre de 1985, estableció el Instituto Educativo Walid Jumblat, meses después, en diciembre de 1985, fue uno de los signatarios del Acuerdo Tripartito en Damasco - Siria. El 15 de enero de 1986 tomó parte en el diálogo del comité gubernamental  que se formó después del Acuerdo Tripartito. 
El 23 de junio de 1986 es reelecto como vicepresidente de Internacional Socialista, luego es reelecto por tercera vez el 22 de junio de 1989. Ese mismo año es designado como Ministro del Trabajo Público en el gabinete dirigió por Salim El Hoss. Luego en 1990 es designado en el gabinete de Omar Karami.
Ya finalizada la Guerra Civil Libanesa, se efectúan el 7 de junio de 1991 las primeras elecciones democráticas de posguerra, y es electo diputado por el Distrito del Chouf (Shouf) del Monte Líbano, lugar que ocupó su padre por muchos años. El 30 de agosto de 1992 es reelegido por segunda vez como diputado del distrito de Chouf, en esas elecciones democráticas, el Frente Nacional de la Lucha que él dirigió obtuvo 12 diputados.   
Ese mismo año de 1992 es designado Ministro del Estado en el gabinete de Rashid El Solh. Luego el 2 de noviembre de 1992 es designó como ministro de los Desplazados por la Guerra en el primer gabinete del emblemático y gran estadista, el primer ministro Rafic Hariri. 
El 16 de marzo de 1994 Funda y llegó a ser su primer Presidente de la Asociación de Cedros del Chouf , que vela por los ejemplares de este árbol milenario en la región, emblema y patrimonio nacional, así como la reforestación con más de cien mil árboles de cedros en las montañas del Chouf, y hasta la fecha sigue aún como su presidente
El 17 de diciembre de 1994 estableció el Foro Progresista del Intelecto. Pocos meses después, el 15 de abril de 1995, se le otorgó la Medalla de la Amistad por el gabinete de la Presidencia de la Federación Rusa. Un mes después, el 25 de mayo de 1995 es nuevamente designado como Ministro de los Desplazados en el segundo gabinete del primer ministro Rafic Hariri. 
El 18 de agosto de 1996 es reelegido como diputado por el distrito de Chouf – el Monte Líbano. Ese mismo año, el 11 de noviembre de 1996 es designado otra vez como Ministro de los Desplazados en el tercer gabinete de Rafic Hariri. 
En las elecciones del 27 de agosto de 2000 es electo, una vez más, como diputado por el distrito de Chouf, en la cual dirigió el Frente Nacional de la Lucha y el Bloque del Foro Democrático, la cual obtuvieron una gran cuota de diputados.
El 17 de abril de 2001 se le otorgó la nacionalidad italiana honoraria del concilio municipal de la ciudad de Martiniano. A los meses, el 4 de junio de 2003 se le otorgó por segunda vez la Medalla de la Amistad por el gobierno ruso. Además ese año dirige la Asociación Libanesa para la Educación Superior, Técnica y Económica.

## Revolución de los Cedros
Durante la posguerra, se caracterizó en ser en un gran líder no solo de su partido, sino de la comunidad drusa en general y de la Libanesa democrática y social, por lo que encabezó junto con el primer ministro Rafic El Hariri la solicitud y las grandes manifestaciones populares que exigieron la salida del ejército sirio del Líbano, hecho que se aceleró con el asesinato de Hariri el 14 de febrero de 2005.
Desde entonces, Walid Jumblatt ha acusado en numerosas oportunidades a Siria y a sus lacayos dentro del Líbano por este vil asesinato, y junto con el hijo de este, Saad Hariri, han realizado numerosas protestas y grandes movilizaciones, a ellos se suman personalidades y partidos políticos tanto musulmanes sunnitas como cristianos, entre ellos el Movimiento Futuro de Saad Hariri, las Fuerzas Libanesas, El Partido Falange Libanés y otros partidos más, hasta que se produce la famosa Revolución de los Cedros, que en definitiva logra que Siria saque su ejército del Líbano.
Seguidamente ocurren varios asesinatos de políticos y personalidades anti sirias, entre ellos el periodista Samir Kasir (02-01.2005), el ex comunista George Ají (21-06-05), el magnate y parlamentario Gebran Tueni (21-12-05), el ministro de Industria Pierre Gemayel, hijo de Amin Gemayel (21-11-06), el legislador Antoine Ghannem (02-09-07), el brigadier general Francois al-Hajj (12-12-07), y más recientemente Wisam Eid (25-01-08), capitán de la unidad de inteligencia de la policía libanesa, de todos estos asesinatos, Antoine Ghannem era parlamentario del Partido Takadumi Eshtiraki de Walid Jumblatt, e incluso hubo un intento fallido en contra de un miembro druso de su partido, el ministro Marwan Hamadeh.
Durante este tiempo, ocurren las elecciones parlamentarias libanesas el 19 de junio de 2005, con triunfo de la alianza anti siria de Saad Hariri y Walid Jumblatt. Ellos y los diputados triunfantes de la alianza nombran a Fouad Siniora como primer ministro, e impulsan una serie de hechos en busca de la independencia libanesa y respeto a su constitución.
El Hizbuláh escapándose de las presiones para su desarme de parte del gobierno libanés, captura a dos soldados israelíes el 12 de julio de 2006, tras una redada a través de la frontera, dando inicio a una cruenta guerra de 34 días en la que Israel mata a 1200 personas en el Líbano. Hasta que se logra el alto al fuego con la intervención de las Naciones Unidas y la retirada de Israel del sur libanés.
Los hechos se siguen sucediendo entre los Anti Sirios liderados por Hariri y Jumblatt y los prosirios capitaneados por el Hizbuláh, con apoyo iraní, el 11 de noviembre de 2006. Cinco ministros chiitas pro-sirios de Hizbollah y su aliado, el movimiento Amal, renuncian tras el colapso de las conversaciones entre todos los partidos para darle a su bando una mayor influencia en el Gobierno.  Luego el 21 de noviembre de 2006 ocurre el asesinato del ministro de Industria, Pierre Gemayel, lo que trajo mayores presiones de Walid Jumblatt y sus aliados para investigar estos hechos que ensombrecen la confianza hacia Siria, y culpan a sus aliados de que con las muertes de ministros y diputados anti siriosa buscan debilitar la mayoría anti-siria, al cabo de pocas semanas el Consejo de Seguridad de la ONU aprueba planes para un tribunal que juzgue a los sospechosos en el asesinato de Rafic Hariri y ataques subsecuentes.

## La acampada en el centro de Beirut
La reacción de los Anti sirios no se hizo esperar, el 1 de diciembre de 2006. Hizbollah, Amal y seguidores del líder cristiano Michel Aoun acampan fuera de la oficina del primer ministro Fouad Siniora en Beirut, en una campaña para derrocar al Gobierno. 
Posteriormente ocurren los hechos del Campo de Nahr al-Bared en Trípoli hasta que el 2 de septiembre de 2007, las tropas libanesas toman completo control del campo Nahr al-Bared, tras meses de enfrentamientos con militantes de Fatah al-Islam, que dejan más de 420 muertos, incluyendo 168 soldados, en la peor violencia interna desde la guerra civil. 
El 23 de noviembre de 2007, el presidente libanés (prosirio) Emile Lahoud deja el palacio presidencial al final de su mandato. No se ha elegido a ningún sucesor. Al día siguiente Fouad Siniora dice que el gabinete asume los poderes ejecutivos ante la ausencia de un presidente. 
Las rivalidades entre pro y anti sirios aumentan las tensiones a pesar de ello el 5 de diciembre de 2007 el presidente del Parlamento, Nabih Berri, dice que los líderes libaneses rivales se pusieron de acuerdo para designar al general Michel Suleiman como presidente, aunque el Parlamento aún debe elegirlo. 
Llega el año 2008 y no hay acuerdo para nombrar al presidente del Líbano, a pesar de las conversaciones entre los factores políticos, impulsadas por Walid Jumblatt, Saad Hariri, Michell Aoun, Amin Gemayel y Samir Yahya. Todas fracasan ya que el Hezboláh busca derribar al gobierno de Siniora y con él sacar del poder político a Walid Jumblatt, por lo que mantiene la acampada en el centro de Beirut.

## Ataque del Hizbuláh a Beirut y la Montaña Drusa
El 5 de mayo de 2008, el gobierno del primer ministro Fuad Siniora, declaró ilegal la cadena telefónica privada y el sistema de control por vídeos de las pistas del aeropuerto, dispuestos por Hizbala. El ejecutivo libanés, además, alejó del cargo de responsable de la seguridad del aeropuerto internacional, al general Wafiq Shuqeir, vinculado a ese partido, principal fuerza opositora del país, esto desencadenó protestas de parte del líder del Hizbolá, Hassan Nasrallah y tildó de traidores a Walid Jumblatt y a Siniora, y la decisión del gobierno de acabar con esa red de telecomunicaciones es una declaración de guerra contra su organización, y terminado sus palabras, los milicianos del Hizbuláh se lanzaron a las calles y tomaron Beirut Occidental con casi sin ninguna resistencia. Los choques se iniciaron en la céntrica zona de Corniche el Masra y se trasladaron a los barrios de Ras El Nabah, Beshara Al Juri y Barbur, así como al valle de la Bekaa en el este del Líbano.
Acto seguido, destruyeron varias sedes del partido Futuro del líder sunita, Saad Hariri, así como también destruyeron parte del rotativo del periódico Al Mustaqbal y sacaron del aire a la radio y televisión, todos  de la propiedad de Hariri, incluso rodearon la casa de Walid Yumblatt y de Saad Hariri en Beirut. Pero el Hizbuláh inicio con torpeza su avance ya que recibieron dura resistencia en el sector Tarik El Yadif, donde hubo muchas bajas de parte del Hizbuláh, pero pudieron llegar a Shoaifet, Aitet y otros pueblos drusos y parte del camino hacia Aley. En este momento estaban buscando atacar la Montaña Drusa, a pocos kilómetros al sureste de la capital, con la intención de acorralar a los partidarios de Walid Jumblatt. Paralelamente, el Hizbuláh estaba atacando al Barouk desde el sur y a la región de Hasbaiyah, ubicado al sureste del Líbano.
Walid Jumblatt pudo salir de Beirut y dirigirse al Shouf, no sin antes comunicarse con su rival político y primo, Talal Arslan para unir las fuerzas drusas y repeler el ataque.
Paralelamente a esta estrategia de Walid Jumblatt, las milicias drusas del Partido Progresista Socialista o Takadumi Eshtiraki, hizo detener las acciones del Hizbuláh, principalmente en el Monte Druso, hasta tal extremo de que los milicianos drusos tomaron varios pueblos y aldeas chiitas. La situación se ha ido calmando desde el  martes, cuando por fin el Ejército Libanés asumió la seguridad de las regiones, tras el pedido de Talal Arslan de cese inmediato de los enfrentamientos y la entrega de las armas, al tiempo que se ha puesto en contacto con el Ejército para que se despliegue en la zona.
Las incursiones del Hizbulah se hicieron en las localidades de Aitat, Kayfun, Baisun, Maite y en Chuaifat, Todos estos poblados están localizados en el municipio de Aley, en la región del Monte Líbano, a pocos kilómetros al sureste de Beirut. Igualmente cerca de ciudad de Aley y en la región de Hasbaiyah.
Tras el contacto de Walid Jumblatt con Talal Aíslan, el domingo 11 de mayo, surtió efecto, y para la noche del domingo al lunes, cambió drásticamente la situación, y los valerosos drusos, tanto partidarios de Walid Jumblatt, como de Talal Arslan unidos como un solo bloque, lucharon hombro a hombro, contra los chiitas del grupo terrorista del Hezbolah, causándoles numerosas bajas.
Los enfrentamientos se concentraron en el área de Baruk. Y antes de estos, hubo cruentos combates entre los dos bandos en la región de Aley, Aitet y en Shouaifet, colindante al Aeropuerto al sureste de Beirut. 
Tan sólo en el Barouk murieron 32 personas y unos 250 heridos entre los chiitas, la historia se repitió en la localidad drusa de Shoaifet, donde murieron 25 milicianos chiitas, varios de ellos eran iraníes, enrolados en el Hezbolah.
También en la Montaña, al sur del Shouf, los milicianos druzos capturaron un convoy de Hezbolah, conformado de 13 vehículos, fuertemente pertrechados por milicianos y armamento, quienes subían desde Niha hacia el Barouk, los milicianos chiitas libaneses, fueron dejados en libertad, mientras que los milicianos de nacionalidad iraní fueron entregados junto con los vehículos al ejército del Líbano. 
Igualmente, los milicianos drusos desalojaron a los milicianos del Hizbulá de dos (2) pueblos chiitas cercanos a la ciudad de Aley, Kaifur y El Kmatiyeh, ellos estaban allí fuertemente armados con la excusa de cuidar a sus aldeados, en su mayoría chiita, pero ciertamente era que estaban allí para espiar a los drusos.
Por primera vez en mucho tiempo, el Hisbuláh fue derrotada por los drusos, mal armados y desorganizados, ante ellos, que se ufanan en haberse enfrentado al poderoso ejército de Israel.
El caudillo y líder druso, Walid Jumblatt, ha declarado su intención de morir con las botas puestas, y es la opinión de la mayoría de los druzos de la región, sean partidarios o no de él, “ya que las montañas del Aley y el Chouf son nuestras y las vamos a defender hasta la última gota de sangre". 
Para la noche del domingo al lunes, cambió drásticamente la situación, y los valerosos drusos, tanto partidarios de Walid Jumblatt, como de Talal Arslan unidos como un solo bloque, lucharon hombro a hombro, contra los chiitas del grupo terrorista del Hezbolah, causándoles numerosas bajas.
Al cabo de pocas semanas, a pesar de que el Hizbuláh se siente victorioso, pero con el sabor de la derrota en la Montaña Druza, se reúnen en Doha y aceptan un plan de reconciliación y nombran como Presidente al General Michell Slaimen, y este nombra a Fouad Siniora, una vez más para formar un gobierno ampliado hasta 30 ministros, incluyendo a partidarios prosirios de Michel Aoun, de Talal Arslan, del Amal y del Hizbuláh.
Hoy por hoy Walid Jumblatt es uno de los grandes líderes del Líbano, además de ser líder del Movimiento del 14 de marzo, que surgió de la revuelta para sacar a los soldados sirios del Líbano, también conocida como la “Revolución del Cedro”, la misma recuerda los grandes movimientos que se efectuaron ese día del año 2005, un mes después del asesinato de Rafic El Hariri, que movilizó a miles de personas para exigir la salida de Siria del Líbano.
El Movimiento 14 de marzo reúne a importantes personalidades y partidos democráticos que buscan hoy día la total libertad del Líbano.